# 구라미쓰촌 (니가타현)
구라미쓰촌(蔵光村)은 니가타현 기타칸바라군에 설치되었던 촌이다. 현재의 시바타시에 해당한다.